# エミリー・ザ・クリミナル
『エミリー・ザ・クリミナル』（原題:Emily the Criminal）は2022年に公開されたアメリカ合衆国の犯罪映画である。監督はジョン・パットン・フォード、主演はオーブリー・プラザが務めた。本作はフォードの長編映画監督デビュー作でもある。

## 概略
ロサンゼルス。エミリーは学生ローンの返済に追われており、個人事業主の配達員として街を駆け回る日々を送っていた。しかし、前科があるために、給料の良い仕事に就きたくても面接にすらたどり着けない状態にあった。エミリーは芸術家になることを夢見ていたが、その実現のためにも多くのお金が必要だった。
そんなある日、エミリーは同業者から時給200ドルの美味しい仕事があると持ち掛けられた。その仕事とはクレジットカード詐欺のことであった。悪いことだと知りつつも、彼女の目には、詐欺こそがまとまった金を得る唯一の道であると映った。主犯格の男（ヨーセフ）の魅力に惹かれたこともあり、エミリーは危ない橋を一気に渡っていく。

## キャスト
※括弧内は日本語吹替。
- エミリー・ベネット：オーブリー・プラザ（木村香央里）
- ヨーセフ：テオ・ロッシ（田村真）
- リズ：メガリン・エキカンウォーク
- アリス：ジーナ・ガーション
- カリル：ジョナサン・アヴィドリ
- ハヴィエル：ベルナルド・バディーヨ
- オフィスのマネージャー：ジョン・ビリングスリー
- ブレント：ブレンドン・スクレナー

## 製作・音楽
2021年夏、本作の主要撮影がロサンゼルスとメキシコで行われた。同年8月18日、オーブリー・プラザ、メガリン・エキカンウォーク、ジーナ・ガーションが本作に出演することになったと報じられた。23日、テオ・ロッシがキャスト入りした。2022年1月17日、ネイサン・ハルパーンが本作で使用される楽曲を手掛けるとの報道があった。
なお、フォード監督自身も多額の学生ローンを抱えた状態で暮らしていたことがあり、そのときの経験が本作に反映されている。ただし、監督の借金の額は本作の主人公のそれよりもずっと大きいものだったという。

## 公開・マーケティング・興行収入
2022年1月24日、本作はサンダンス映画祭でプレミア上映された。2月2日、ヴァーティカル・エンターテインメントとロードサイド・アトラクションズが本作の全米配給権を獲得したと報じられた。7月6日、本作のオフィシャル・トレイラーが公開された。8月12日、本作は全米470館で封切られ、公開初週末に66万9161ドルを稼ぎ出し、週末興行収入ランキング初登場16位となった。

## 評価
本作は批評家から高く評価されている。映画批評集積サイトのRotten Tomatoesには182件のレビューがあり、批評家支持率は94%、平均点は10点満点で7.6点となっている。サイト側による批評家の見解の要約は「『エミリー・ザ・クリミナル』は緊迫感のあるスリラー映画であり、そこには的確な社会批評も含まれている。主演のオーブリー・プラザも素晴らしい演技で場をさらっている。」となっている。また、Metacriticには37件のレビューがあり、加重平均値は75/100となっている